# 19467 Amandanagy
19467 Amandanagy è un asteroide della fascia principale. Scoperto nel 1998, presenta un'orbita caratterizzata da un semiasse maggiore pari a 2,7297431 UA e da un'eccentricità di 0,0143001, inclinata di 2,11892° rispetto all'eclittica.